# MOL
MOL (Magyar Olaj- és Gázipari Részvénytársaság) — крупнейшая нефтегазовая компания Венгрии. Штаб-квартира — в Будапеште. В списке крупнейших компаний мира Forbes Global 2000 за 2022 год заняла 958-е место (610-е — по размеру выручки, 653-е — по чистой прибыли и 1538-е — по активам).

## История
Основана в 1991 году.
Нефтедобыча на территории Австро-Венгрии началась в середине XIX века в Трансильвании и долине реки Мура. В 1882 году был построен первый НПЗ на территории Венгрии и основана первая нефтяная компания. К началу Первой мировой войны в Венгрии работало более десятка НПЗ общей производительностью 600 тыс. баррелей в день, при этом собственная добыча составляла 55 тыс. баррелей, остальная нефть импортировалась. После окончания Первой мировой войны в стране работали британские и американские нефтяные компании, к 1940 году собственная добыча почти полностью покрывала потребление. После Второй мировой войны нефтяная отрасль была национализирована в Венгерскую советскую нефтяную компанию MASZOLAJ. В 1957 году она была преобразована в Венгерский нефтегазовый траст (OKGT). В 1960-х годах нефтеперерабатывающие мощности были расширены под поставки нефти из СССР. К 1980-м годам OKGT вырос в крупный многопрофильный конгломерат с 43 тыс. сотрудников.
В 1992 году OKGT был преобразован в компанию Magyar Olaj- es Gazipari Rt, больше известную под сокращением MOL. В 1995 году 67 % акций компании были размещены на Будапештской фондовой бирже (остальные остались у государства). С ростом конкуренции на внутреннем рынке в конце 1990-х годов MOL начала расширяться в соседние страны, были созданы сети АЗС в Словакии, Хорватии и Румынии. В 2000 году была куплена доля в словацкой Slovnaft, в 2002 году она была поглощена полностью. В 2003 году была куплена 25-процентная доля в хорватской нефтяной компании INA. В качестве источника нефти в 1999 году было заключено соглашение с «Юкос» о совместной разработке Малобалыкского месторождения. В 2004 году у Royal Dutch Shell было куплено 60 АЗС в Румынии. Также в 2004 году была куплена австрийская компания Roth, акции MOL были размещены на Варшавской фондовой бирже.
В 2006 году была куплена российская компания BaiTex. Тогда же убыточный газовый бизнес был продан немецкой E.ON. В 2013 году была продана часть активов в России, взамен были куплены несколько блоков в британском секторе Северного моря.

## Собственники и руководство
Акции компании котируются на фондовых биржах Будапешта и Варшавы, а также на Нью-Йоркской фондовой бирже в виде американских депозитарных расписок (депозитарий — The Bank of New York Mellon).
Основные акционеры компании на конец 2021 года: различные иностранные инвесторы (27,01 %), местные институциональные инвесторы (10,54 %), местные частные инвесторы (6,96 %), MOL New Europe Foundation (10,48 %), фонды двух будапештских университетов Maecenas Corvini Fundation и Mathias Corvinus Collegium Fundation (по 10 % с 2019 года), OmanOil (Budapest) (7,14 %), OTP Bank (4,89 %), OTP Fund Management (1,30 %), ING Bank N.V. (4,78 %), UniCredit Bank AG (3,37 %), Commerzbank AG (1,20 %), казначейские акции (2,58 %).
Председателем совета директоров и главным управляющим с 1999 года является Хэрнади Жолт (Zsolt Hernádi), ему принадлежит 1,7 % акций.

## Деятельность
MOL занимается разведкой и добычей, транспортировкой углеводородов, а также эксплуатацией сети магистральных газопроводов протяженностью 5200 км. В управлении компании находятся более 440 АЗС в Венгрии, Словакии и Румынии. Доказанные запасы углеводородов на начало 2006 — 19,2 млрд м³ газа и 10,8 млн т нефти.
В группу MOL входят также химическая компания TVK (Венгрия), нефтяная компания Slovnaft (Словакия), торговая компания Roth (Австрия).
Объём добычи в 2005 году составил 100,6 тыс. баррелей нефтяного эквивалента в день (в том числе газа — 45,5 тыс., нефти — 55,1 тыс.). Выручка компании в 2008 году составила 20,58 млрд $ (в 2007 году — 14,11 млрд $), чистая прибыль — 823,5 млн $ (1,38 млрд $).
В 2021 году объём добычи был на уровне 110 тыс. баррелей н. э. в сутки, из них в Венгрии — 32,4 тыс. баррелей, в Хорватии — 28,1 тыс. баррелей, Азербайджане — 17 тыс. баррелей, Великобритании — 13,2 тыс. баррелей, Ираке — 9,5 тыс. баррелей, Пакистане — 6,9 тыс. баррелей, России 4,9 тыс. баррелей (доля в BaiTex). Доказанные запасы на конец года составляли 335 млн баррелей.
Компании принадлежит три НПЗ и два нефтехимических завода в Венгрии, Словакии и Хорватии. Розничная сеть насчитывает более 2 тыс. автозаправочных станций в 9 странах.
Выручка за 2021 год составила 5,96 трлн форинтов (19,6 млрд $), из них на Венгрию пришлось 1,63 трлн форинтов, на Хорватию — 670 млрд форинтов, Чехию — 480 млрд форинтов, Словакию — 480 млрд форинтов, Италию — 425 млрд форинтов, Румынию — 424 млрд форинтов, Польшу — 291 млрд форинтов, Австрию — 261 млрд форинтов, Сербию — 233 млрд форинтов, Великобританию — 166 млрд форинтов, Германию — 143 млрд форинтов, Боснию и Герцеговину — 137 млрд форинтов, Швейцарию — 112 млрд форинтов, Словению — 108 млрд форинтов, Азербайджан — 89 млрд форинтов.

### MOL в России
В декабре 2006 MOL выиграла тендер на покупку 100 % нефтяной компании BaiTex LLC, владеющей лицензией на освоение недр Байтуганского нефтяного месторождения в Волго-Уральском регионе России. Представители MOL заявили о том, что планируют потратить на освоение месторождения 200-250 млн $ в течение следующих восьми — девяти лет.
Также компании принадлежит ООО «Матюшкинская вертикаль», владеющее лицензией на разработку Матюшкинского участка в Александровском районе Томской области. На территории участка находятся Матюшкинское, Квартовое и Ледовое нефтяные месторождения.
Компания имеет развитую дистрибьюторскую сеть в России по поставкам масел и смазочных материалов.
Российским «Сургутнефтегазом» весной 2009 года за 1,4 млрд евро были приобретены 21,2 % акций MOL). Тот факт, что «Сургутнефтегаз», купивший свой пакет акций у австрийской компании OMV, стал крупнейшим акционером MOL, вызвал недовольство у венгерских властей и руководства MOL, заподозривших попытку недружественного поглощения; российская компания не была включена в реестр акционеров, а её представители не допускались на собрания акционеров. «Сургутнефтегаз» неоднократно судился с руководством MOL, но неизменно проигрывал. С 2010 года велись переговоры о продаже спорных акций. Наконец, в мае 2011 года было объявлено о том, что «Сургутнефтегаз» договорился с правительством Венгрии о выкупе последним принадлежащего российской компании пакета акций MOL за 1,88 млрд $. Премьер-министр Венгрии Виктор Орбан заявил по этому поводу: «Это была тяжелая борьба <…> …ни одна страна не может быть сильной, если она полностью уязвима в части поставок энергоресурсов».